# Peromyscus schmidlyi
Peromyscus schmidlyi — вид гризунів, які належать до родини Хом'якові (Cricetidae). 

## Опис
Вид можна надійно відрізнити від інших членів його видової групи за допомогою аналізу ДНК (FN = 54-56). Вид від 18 до 21 см в довжину, з хвостом від 7 до 10 см в довжину. Хутро червонувато-бурштинове на більшій частині тіла, стає майже білим знизу. Ноги мають сіру смугу, що проходить до щиколоток і білі пальці. Хвіст темний і несе тільки грубе, рідке волосся, крім пучка на кінчику. 

## Поширення
Цей вид відомий з Дуранго, Сіналоа і Сонора, Мексика. Цей вид знаходиться в сосново-дубових лісах на висотах, що перевищують 2000 м.

## Загрози та охорона
Цей вид знаходиться під загрозою втрати середовища існування через вирубку. Ніяких конкретних заходів щодо збереження не відомо для цього виду.